# Еліксири Сатани
«Еліксири Сатани» або «Еліксири диявола» (нім. Die Elixiere des Teufels) — роман Ернста Теодора Амадея Гофманна, написаний у стилі готичного роману або темного романтизму. Роман опубліковано у 1815 році.

## Сюжет
Чернець Медард, від  імені якого ведется оповідь, не може протистояти спокусі скуштувати диявольський еліксир, який пробуджує в ньому ниці пристрасті. Предметом його жадання стає прекрасна Аврелія. За намовою свого допельгенгера Медард скоює злочин за злочином, включно з убивствами. Він навіть зазіхає на життя Аврелії, яка повинна стати його дружиною, хоча насправді доводиться йому сестрою. Нарешті він кається в своїх злочинах і в знак каяття створює цей рукопис.

## Аналіз
Сюжет роману навіяний романом «Чернець» Меттью Грегорі Льюїса, опублікованого 1796 року. Твір стилізовано під популярний в той час готичний роман, проте він певною мірю пародує цей жанр, і  його можна віднести до зрілого романтизму. Гротескні образи твору відображають черговий етап розвитку стилістики Гофмана, за авторським визначенням, «в манері Калло».
Значну роль у сюжеті відіграють  релігійні мотиви, що загалом не властиво для творчості Гофмана. Почасти це пов'язано з тим, що роман призначався для масового читача. У романі знайшло своє відображення захоплення Гофмана музикою, живописом і архітектурою. Лейтмотивом  проходить тема зловісного двійника, до якої письменник неодноразово звертався.

## Вплив
Перше видання «Еліксирів сатани» побачило світ в Берліні в 1815 і 1816 роках як дві книги кишенькового формату. У 1827-му, через п'ять років після смерті автора, роман був перевиданий. Відтоді його перевидавали неодноразово. Генріх Гейне, прочитавши роман Гофмана, писав:
У «Еліксирах диявола» укладено найстрашніше і страхітливе, що тільки здатний придумати розум. Наскільки слабкий у порівнянні з цим «Чернець» Льюїса, написаний на ту ж тему. Кажуть, один студент в Геттінгені зійшов з розуму від цього роману ".
Англійською мовою роман першим переклав шотландець Роберт Пірс Джілліс. Його переклад побачив світ у червні 1824 року. У тому ж місяці його приятель Джеймс Хогг опублікував роман «Сповідь виправданого грішника», в якому мотиви книги Гофмана перенесені в Шотландію, а загадковий двійник витлумачений як породження злочинного свідомості, на яке головний герой перекладає відповідальність за свої погані вчинки і імпульси.
Українською ще не перекладений.